# 최고의 이야기
최고의 이야기(The Greatest Story Ever Told)는 미국에서 제작된 조지 스티븐스 감독의 1965년 드라마 영화이다. 막스 폰 쉬도브 등이 주연으로 출연하였고 조지 스티븐스 등이 제작에 참여하였다.

## 출연

### 주연
- 막스 폰 쉬도브
- 마이클 앤더슨 주니어

### 조연
- 캐럴 베이커
- 아이너 밸린
- 팻 분
- 빅터 부오노
- 리처드 칸티
- 조애너 더넘
- 호세 페레르
- 밴 헤플린
- 찰턴 헤스턴
- 마틴 랜다우

## 제작진
- 의상: 마저리 베스트
- 의상: 비토리오 니노 노바레제
- 배역: 린 스털매스터
- Ass-PD: 조지 스티븐스 주니어
- Ass-PD: 안토니오 벨라니